# Dzeltenie Pastnieki
Dzeltenie Pastnieki (De Gule Postbude) er et lettisk band etableret i 1979 i Riga i Lettiske SSR. Bandet var pionerer indenfor new wave såvel som reggae i Sovjetunionen. Deres musik rangerer fra guitar/el-bas/tromme-baseret post-punk over minimalistisk synthpop til eksperimenterende bånd-manipulation.
Bandets kernemedlemmer er forblevet Ingus Baušķenieks (el-bas, keyboards, vokal) og Viesturs Slava (guitar, keyboards, vokal), med Zigmunds Streiķis (keyboards) og Ilgvars Rišķis (trommer) til at afslutte den klassike opstilling. De fleste medlemmer af bandet, tidligere samt nuværende, er alumni fra Rigas 1. Statsgymnasium.
Deres første seks albums (1981–87) var optaget hjemme med almindelige spolebåndsoptagere, og distribueredes ved hjælp af hjemmekopiering (magnitizdat) på spolebånds- og kassettebåndsoptagere. Selvom efterspørgslen var stor op gennem 1990'erne, blev ingen af disse albums udgivet reelt før end i 2003, hvor Baušķenieks begyndte at udgive dem på cd på sit eget pladeselskab IB Ieraksti.
Den samtidige lettiske komponist Mārtiņš Brauns har udtalt, at Dzeltenie Pastnieki påvirkede hele den lettiske scene, inklusive ham selv og Raimonds Pauls. Bandets værker fra 1980'erne er ofte blevet rost af den ledende russiske musikkritiker Artemij Troitskij. Desuden, så er Dzeltenie Pastnieki det eneste lettisksprogede band, som er medtaget i Alexander Kusjnirs bog fra 1999 100 магнитоальбомов советского рока ("100 tapealbums med sovjetisk rock"), med et dedikeret kapitel for to af deres albums – Bolderājas dzelzceļš (1981) og Alise (1984).

## Diskografi

### Studiealbums
| År   | Album                         | Yderligere oplysninger |
| ---- | ----------------------------- | ---------------------- |
| 1981 | Bolderājas dzelzceļš          | Udgivet på CD i 2003   |
| 1982 | Man ļoti patīk jaunais vilnis | Udgivet på CD i 2003   |
| 1984 | Alise                         | Udgivet på CD i 2004   |
| 1984 | Vienmēr klusi                 | Udgivet på CD i 2004   |
| 1986 | Depresīvā pilsēta             | Udgivet på CD i 2007   |
| 1987 | Naktis                        | Udgivet på CD i 2010   |
| 2003 | Kaķis                         |                        |

### Andre udgivelser
| År   | Album                  | Yderligere oplysninger                                                                |
| ---- | ---------------------- | ------------------------------------------------------------------------------------- |
| 1981 | Madonas galerts        | Demo-album. Bandet hed Jaunais Sarkanais Karalis (Unge Røde Konge) på dette tidspunkt |
| 1989 | Sliekutēva vaļasprieks | Dobbelt-opsamlingsalbum                                                               |
| 1995 | Mēness dejas           | Genindspilninger af otte numre fra 1980'erne                                          |

| Musikgruppe | Spire Denne artikel om en musikgruppe er en spire som bør udbygges. Du er velkommen til at hjælpe Wikipedia ved at udvide den. |